# Henrik Lundström (skuespiller)
 Der er flere personer med dette navn, se Henrik Lundström.
Per Henrik Lundström (født 13. december 1983) er en svensk skuespiller, mest kendt som Pierre i filmen Ondskab fra 2003. Han har for eksempel også spillet rollen som Rasmus Larsson i krimiserien Broen.

## Udvalgt filmografi
- Tillsammans (2000)
- Bror min (kortfilm, 2002)
- Ondskab (2003)
- Håkan Bråkan & Josef (2004)
- Graven (tv-serie, 2004-2005)
- Darling (2007)
- Hjerteslag (tv-serie, 2008)
- Broen (tv-serie, 2013-2015)
- Kommissæren og havet (tv-serie, 2016)
- The Last Kingdom (tv-serie, 2017)
- Losers (tv-serie, 2018)
- Clark (tv-serie, 2022)
- Tillsammans 99 (2023)